# Caisse de grève

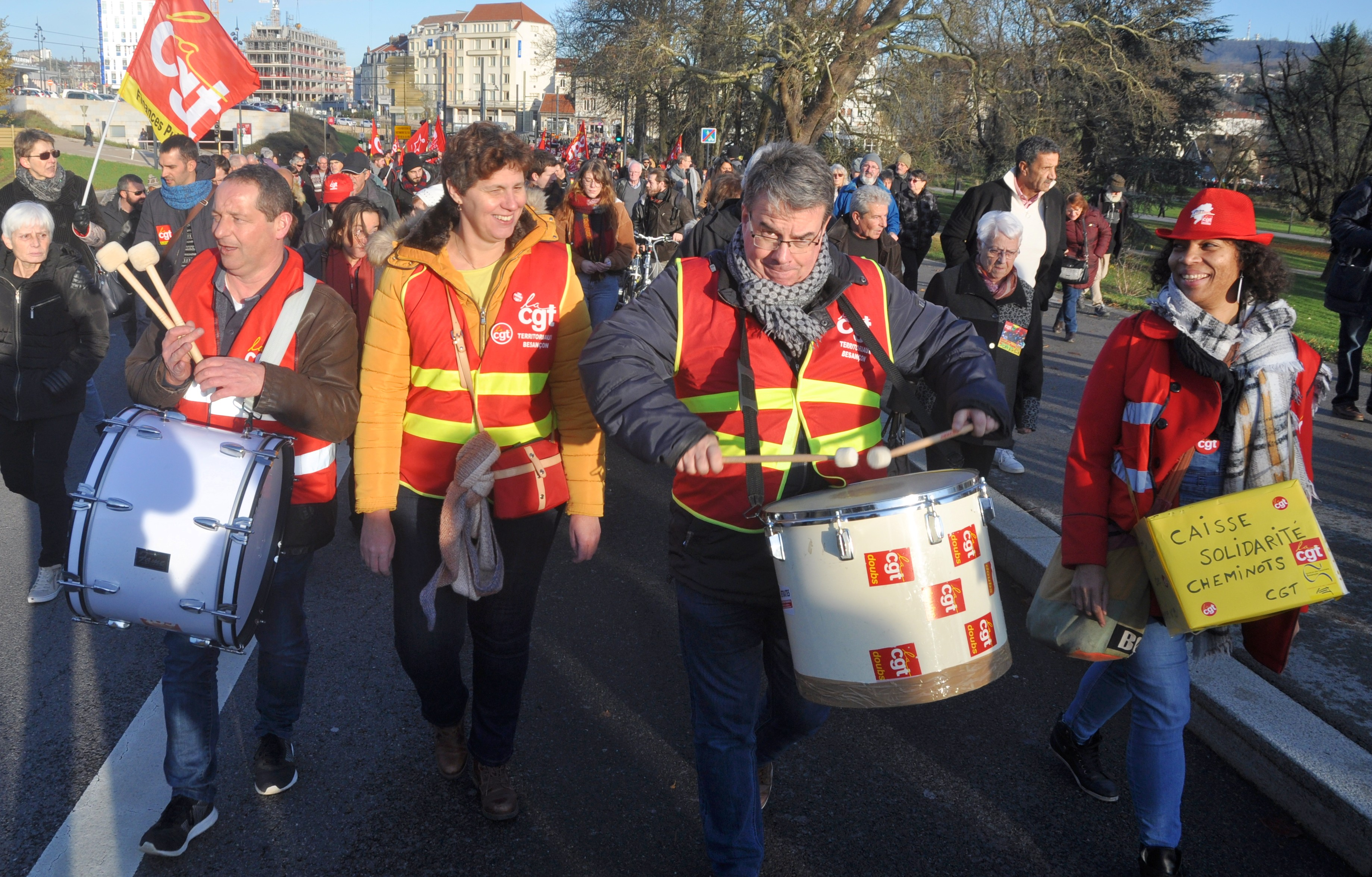
Exemple d'une caisse de grève à Besançon de la CGT-cheminots ici ambulante et musicale, lors du mouvement social de 2019.

Une caisse de grève est un fonds servant à soutenir financièrement des grévistes, en particulier pour compenser leur perte de revenu.
Ce fonds est souvent alimenté par des dons. Il peut également être alimenté par une part des cotisations s'il est géré par un syndicat comme c'est le cas pour la Caisse centrale de résistance (CCR) de la Confédération des syndicats chrétiens belge ou la Caisse nationale d'action syndicale (CNAS) de la CFDT en France.
Les caisses ponctuelles font appel à la solidarité de la population concernant des mouvements souvent médiatisés et la redistribution des fonds récoltés est destinée à tous les salariés participant au mouvement de grève. Les caisses permanentes de syndicats, alimentées par une part des cotisations de leurs membres, versent des secours financiers à leurs seuls adhérents en grève. Le choix de mise en œuvre dépend donc principalement de la conception des mouvements sociaux et du droit de grève par leurs initiateurs.